# Kunstwolmolen
Een kunstwolmolen is een molen die van oude wollen weefsels weer wolgaren maakt. De kunstwolgaren was veel harder en brosser dan nieuwe wolgarens, waardoor een snellere slijtage en kaal worden optrad bij weefsels met veel kunstwol. De molen werd in 1802/1803 in Glasgow uitgevonden door de instrumentenmakers Parker, Telfer en Affleck. In de 19e en 20e eeuw werd door molens de kunstwol gemaakt.
De wolvezel werd verkregen door het malen of uiteenrafelen van de oude wollenweefsels.
Met een gietijzeren trommel, de tamboer, met houten delen waarin stompe ijzeren pennen of houten duigen zaten werden de weefsels uiteengerafeld. De stukken weefsels werden door twee, kleine, geriffelde walsen in de trommel gevoerd. De pennen namen de vezels een halve slag mee, waarna ze over een lattenband naar de zeeftrommel gingen. Stukken weefsels die te groot waren, werden boven de walsen door een verstelbare afstrijkplaat, het scheiblik, verwijderd en door een vleugelrad teruggebracht. Kleine stukken, de pitsen en fitsen, werden door middelpuntvliedende kracht over de opvangopening in een houten fitsenkast opgevangen en teruggevoerd.
Bij een ander type bewerking werden de stukken weefsels door de trommel omlaaggetrokken en vermalen.